# Graphic
Graphic is een Brits historisch motorfietsmerk.
De bedrijfsnaam was The Graphic Cycle Co., Wolverhampton).
Toen de firma Graphic in 1903 begon met de productie van motorfietsen waren er alleen al in Wolverhampton niet minder dan tien concurrerende bedrijven. Dat waren net als The Graphic Cycle Co. vrijwel zonder uitzondering fietsfabrikanten die wilden profiteren van de opkomende auto- en motorfietsmarkt.
De meeste merken waren niet in staat zelf een verbrandingsmotor te produceren en daarom werden inbouwmotoren van andere merken ingekocht. In de periode voor de Eerste Wereldoorlog waren de petroleum- en benzinemotoren van De Dion het bekendst maar ook de Minerva motoren die door Jan Olieslagers waren verbeterd. Minerva had zelfs al een assemblagewerkplaats in Holborn Viaduct in Londen. De Dion verleende een licentie aan de Motor Manufacturing Company in Brighton, waardoor ook die motoren voortaan in het Verenigd Koninkrijk verkrijgbaar waren.
Graphic gebruikte aanvankelijk De Dion-inbouwmotoren, maar later ook de licentieversies van MMC en de motoren van Minerva.
De concurrentie werd echter steeds sterker, vooral toen de merken Wearwell (Wolf en Wulfruna) gingen samenwerken met de gebroeders Stevens (AJS) die al in 1904 een eigen motor konden leveren. Die bedrijven steunden elkaar op een aantal manieren, zelfs overtollig of te klein geworden bedrijfshallen werden aan elkaar doorverkocht.
De samenwerkende bedrijven kon op die manier overleven, maar de kleine merken niet. Al snel kwam het einde voor New Courier, Barnsley, Roper, Beau Ideal, Rudge-Wedge en in 1906 ook voor Graphic.